# Argés (Burgos)
Argés es una localidad situada en la provincia de Burgos, comunidad autónoma de Castilla y León (España), comarca de Las Merindades, partido judicial de Villarcayo, ayuntamiento de Valle de Manzanedo.

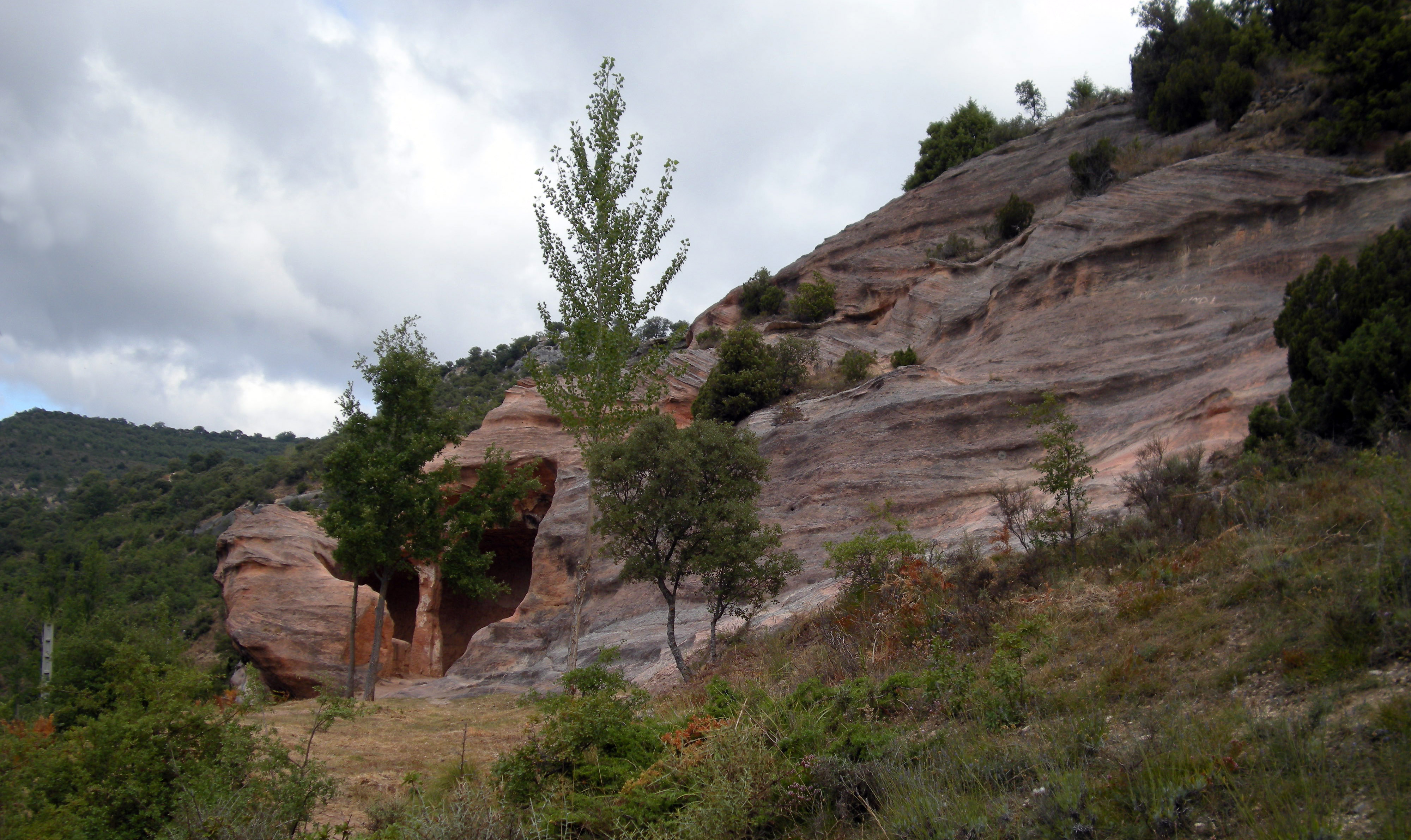
Eremitorio de Argés.

## Toponimia
Argés es un término árabe, que comparte con otro municipio en Toledo.

## Geografía
Situado en el norte de la provincia lindando con  el Alfoz de Santa Gadea , Los Altos ,  los valles de Zamanzas, Zamanzas, Manzanedo, y de Valdebezana y las Merindades de  Castilla la Vieja y de  Valdeporres,   2  km al este de la capital del municipio Manzanedo y a 78 de Burgos. Situado sobre el río Ebro.

### Comunicaciones
Se accede por un camino a la carretera local BU-V-5741 que comunica Incinillas con Soncillo , localidades situadas en la N-232 . A 9 km circula la línea de autobuses Burgos-Espinosa de los Monteros.

## Demografía
En el censo de 1950 contaba con  75 habitantes, reducidos a 2 en el padrón municipal de 2007.
Uno de los 19 pueblos de la provincia de Burgos en los que en 2010 solo vive una sola persona mayor.

## Patrimonio

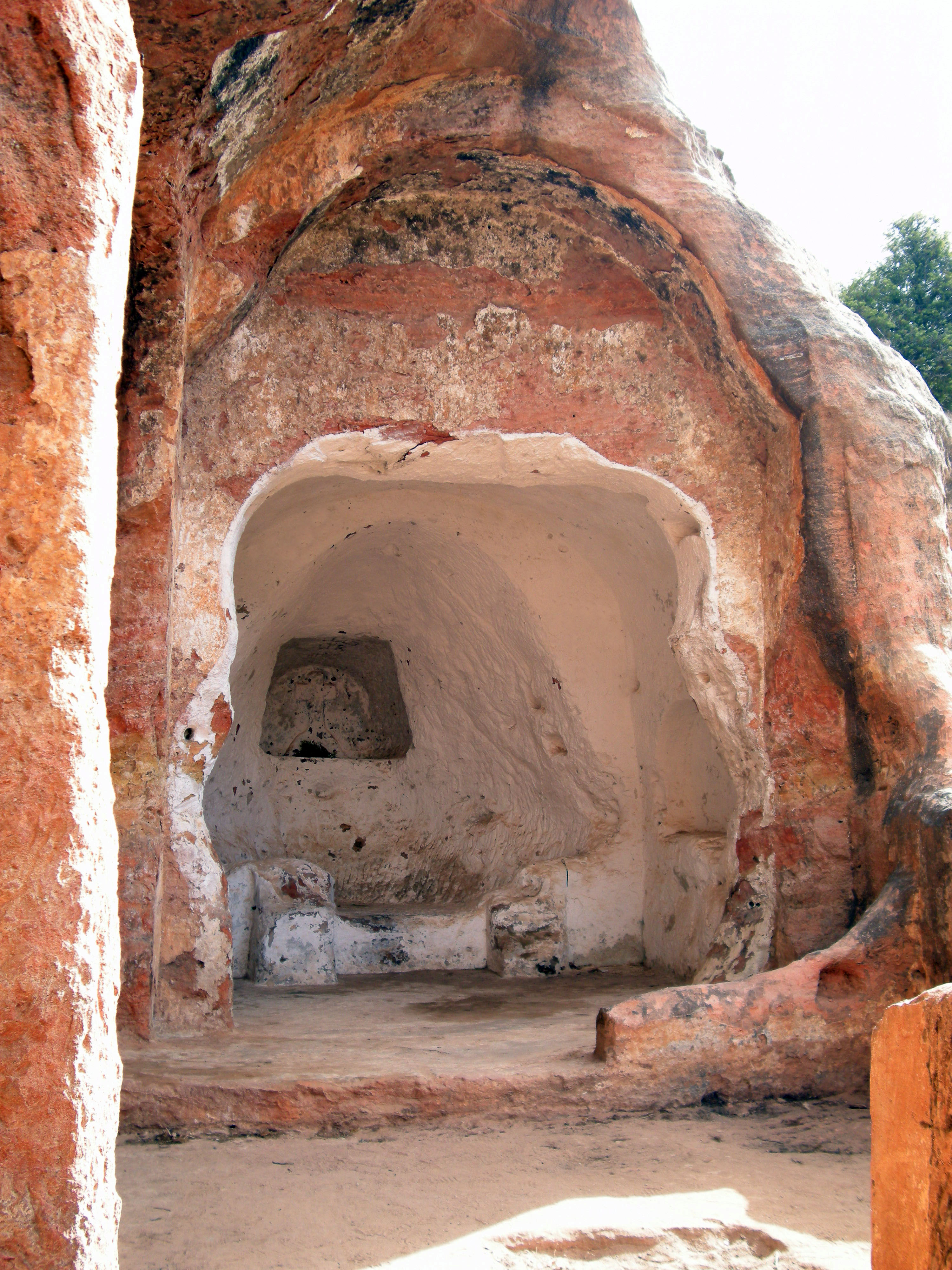
Altar del eremitorio de Argés.

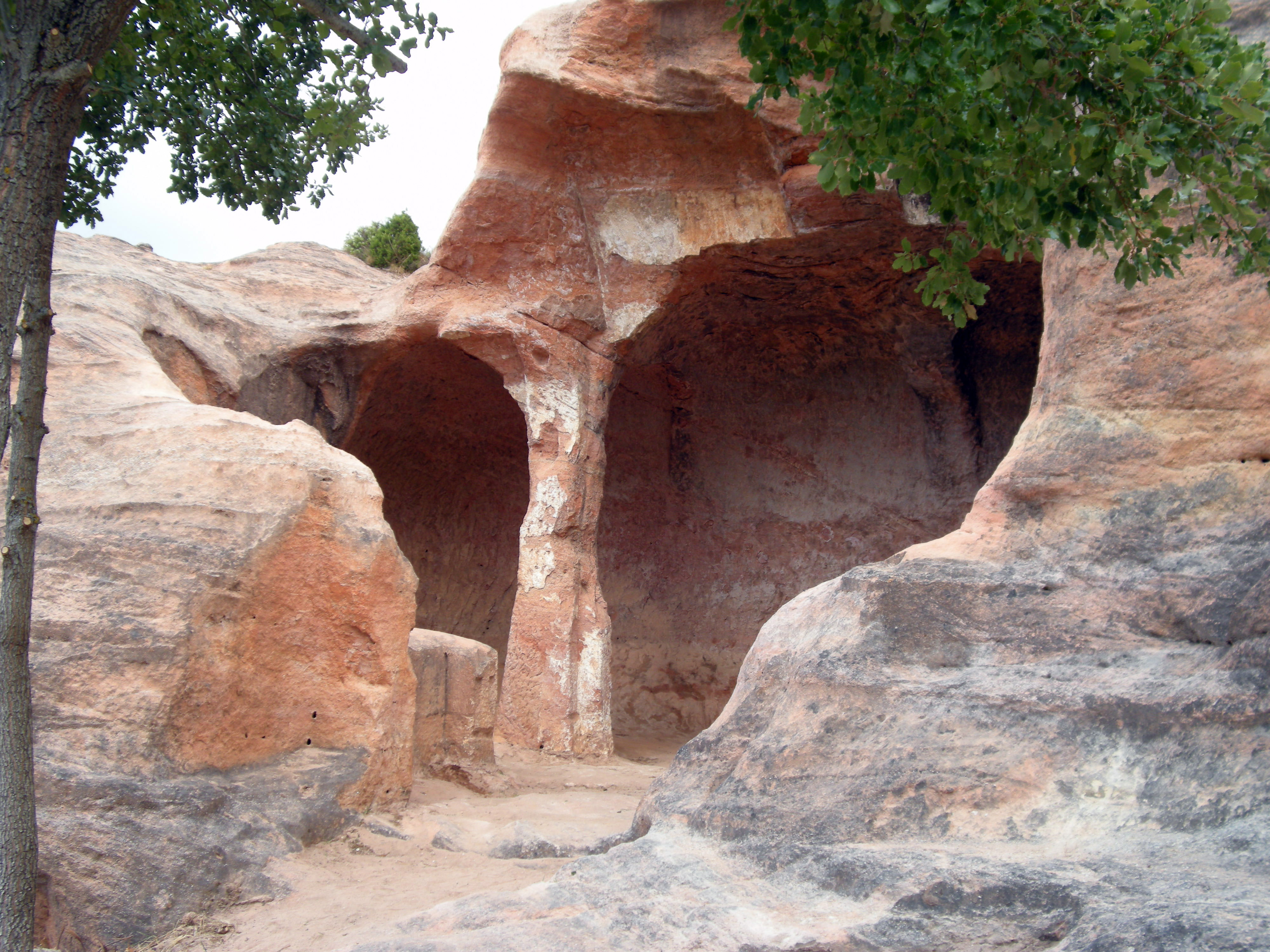
Entrada del eremitorio de Argés.

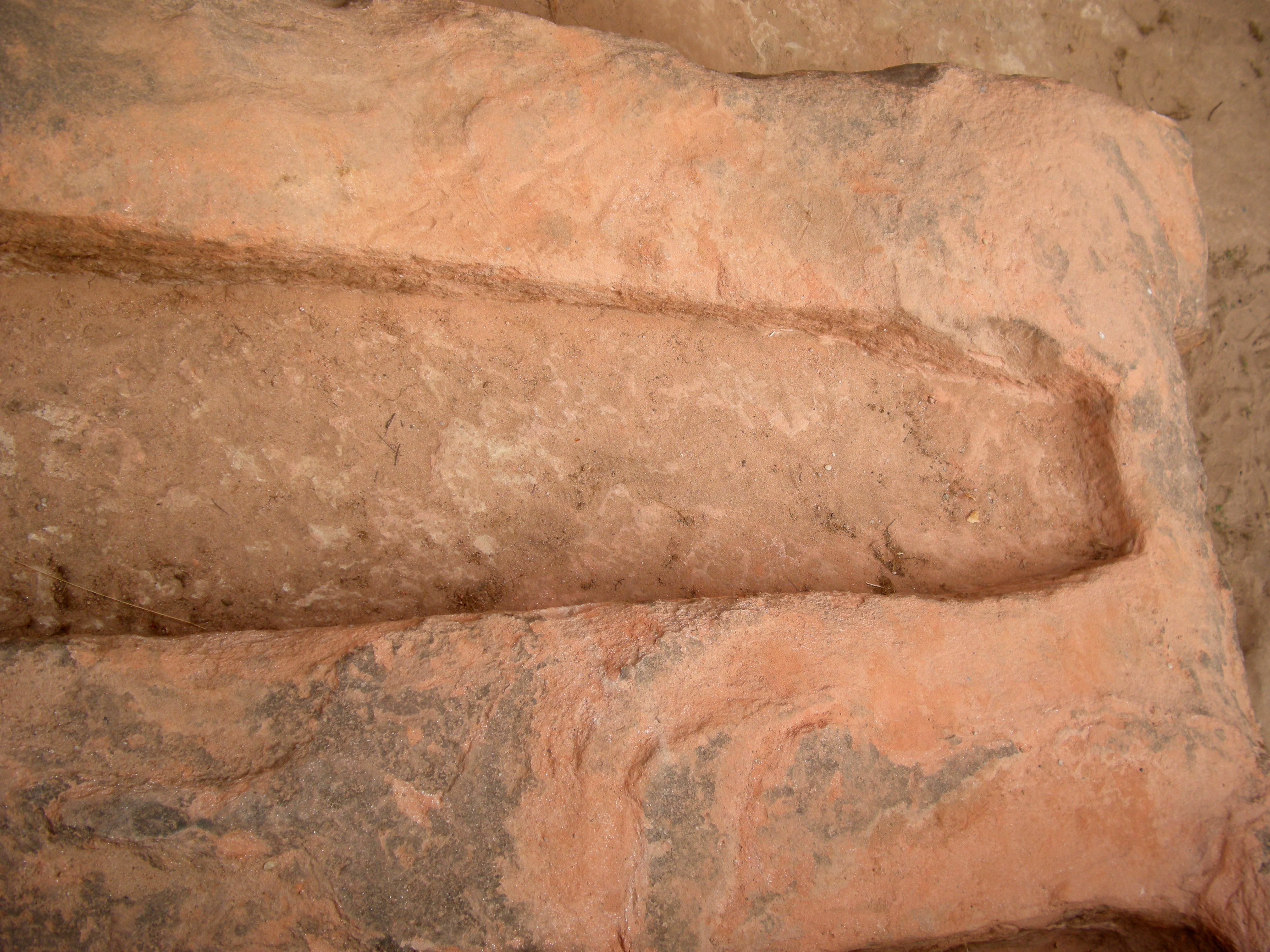
Detalle de una tumba del Eremitorio de Argés.

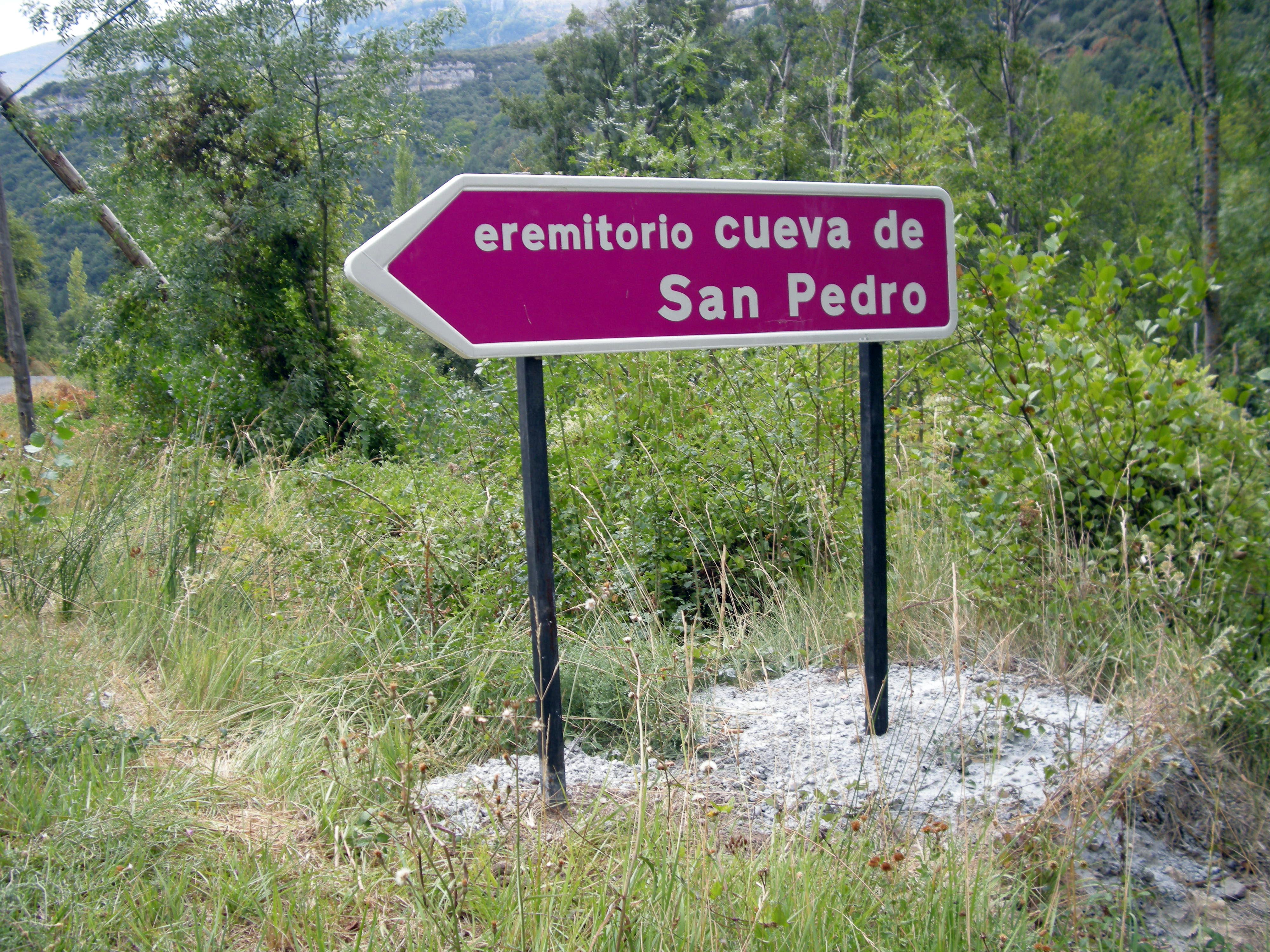
Señalización desde la carretera del Eremitorio de Argés.

- Eremitorio de San Pedro: En las cercanías del cruce de la carretera de Argés, subiendo una estrecha senda, destaca  el eremitorio de San Pedro, iglesia rupestre románica del siglo XI. Se trata de un bello eremitorio, que además de utilizarse como lugar de culto y vivienda, fue dedicado como cementerio, lo que atestiguan la presencia de tumbas antropomorfas en su entorno. En 2005 fue incluida en el Plan de Intervención Románico Norte de la Junta de Castilla y León.

## Historia
Lugar en el partido de valle de Manzanedo, uno de los cuatro partidos en que se dividía la Merindad de Valdivielso perteneciente al  Corregimiento de las Merindades de Castilla la Vieja,  jurisdicción de realengo con regidor pedáneo.
A la caída del Antiguo Régimen queda agregado al ayuntamiento constitucional de  Valle de Manzanedo, en el partido de Villarcayo en la región de  Castilla la Vieja.

## Parroquia
Iglesia católica de  Santa Eulalia de Mérida , dependiente de la parroquia de Manzanedo en el Arcipestrazgo de Merindades de Castilla la Vieja , diócesis de Burgos.

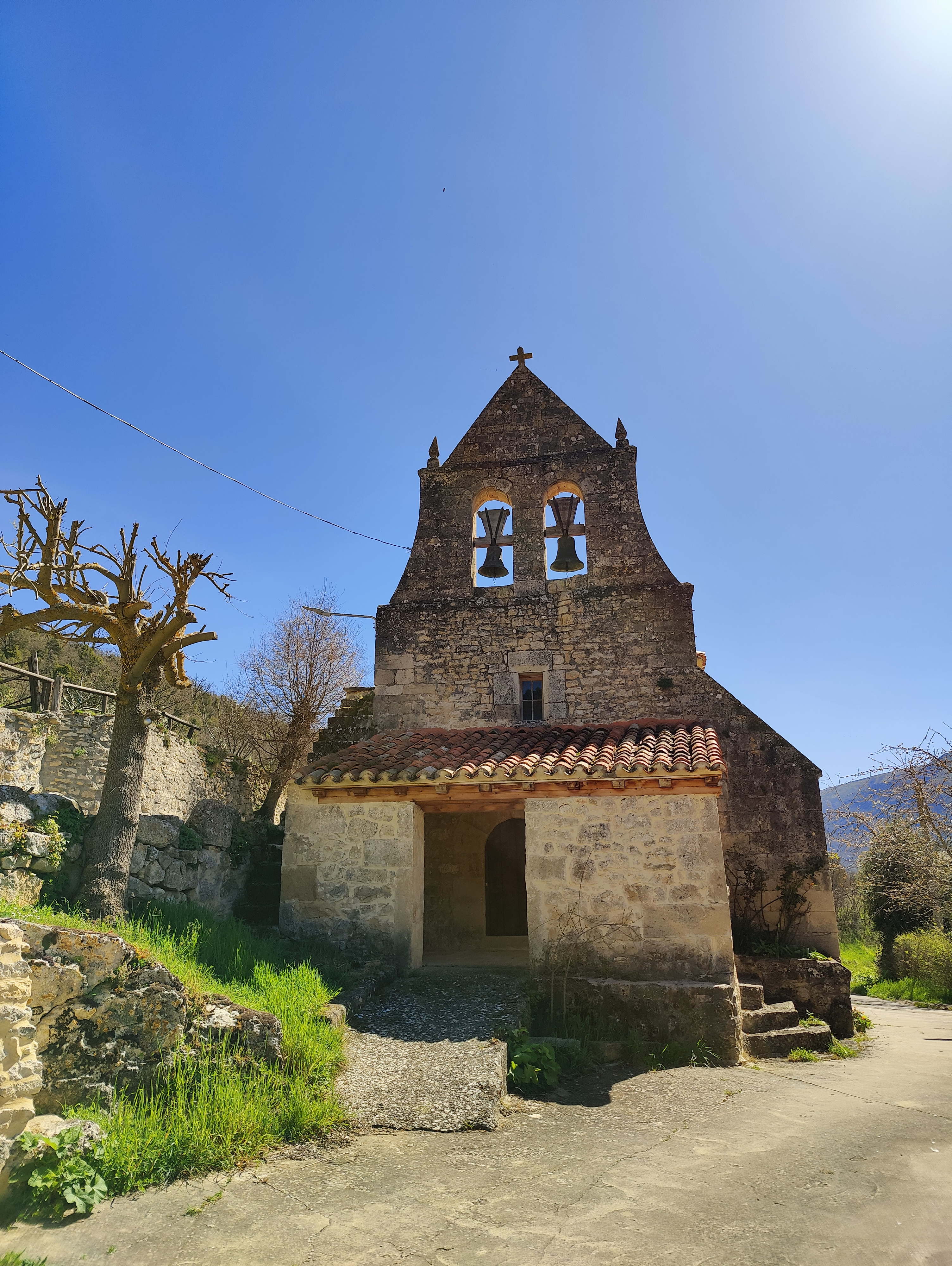
Iglesia de Santa Eulalia